# Рогнеда (опера)
«Рогне́да» — опера в 5 действиях, написанная в 1863—1865 годах русским композитором Александром Серовым на либретто, написанное самим Серовым в содружестве с Дмитрием Аверкиевым. Аверкиев написал также тексты и к предыдущей опере композитора, Юдифи. Премьера Рогнеды состоялась в Санкт-Петербурге, в Мариинском театре, 27 октября (8 ноября) 1865 года при участии Константина Лядова.

## История создания
По замыслу композитора сценарий основан на романе Аскольдова могила (1833) Михаила Загоскина и думе Рогнеда (ок. 1825) Кондратия Рылеева.
Опера является своего рода продолжением весьма успешного зингшпиля Алексея Верстовского Аскольдова могила (1835), увидевшего свет как раз за год до дебюта знаменитой оперы Глинки Жизнь за царя. Не менее патриотическая, чем эти два произведения, Рогнеда в своем сюжете сочетает эпизоды жизни главной героини и христианизации Руси, осуществленной в конце X века великим князем Владимиром Святославичем.

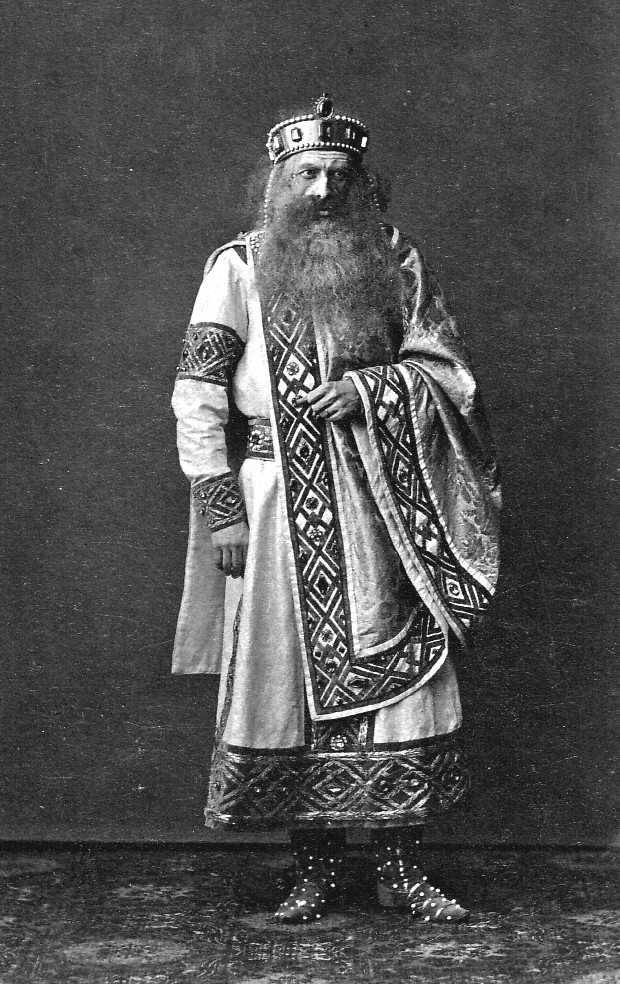
М. И. Сариотти — Верховный жрец Перуна, Мариинский театр, 1865 год

Вдохновленный успехом своей предыдущей оперы (Юдифь), композитор работал увлеченно, и к концу 1863 года представил на суд музыкальной общественности несколько крупных фрагментов, которые прозвучали в концертном исполнении весной 1864 года. Летом 1865 года Серов завершил работу над партитурой. По масштабности действия и силе музыкального восприятия Рогнеда требовала сценического воплощения не менее грандиозного, чем оперы Джакомо Мейербера.

## Сценическое воплощение
Премьера спектакля состоялась 27 октября 1865 года в Мариинском театре Санкт-Петербурга (дирижировал Константин Лядов). Афиши Большого театра в Москве известили о спектакле только в следующем, 1866 году.
В петербургской премьере партию Владимира Красное Солнышко исполнял Михаил Сариотти. Исполнительница главной партии (сопрано), которая заменяла в премьерном спектакле уехавшую в Москву блистательную Валентину Бианки, не устраивала композитора. Поэтому в 1866 году Серов пригласил знаменитую певицу-контральто Дарью Леонову. В последующих постановках оперы партию Рогнеды традиционно исполняли меццо-сопрано.
Премьера имела огромный успех, и в течение многих лет, даже после заката Российской империи, опера оставалась чрезвычайно популярной и востребованной на отечественной и зарубежной сцене.

## Действующие лица
- Красное Солнышко, князь Стольно-Киевский (баритон)
- Рогнеда, одна из жён его (меццо-сопрано)
- Изяслав, сын князя и Рогнеды, 13 лет  (контральто)
- Добрыня Никитич, княжной дядя  (бас)
- Руальд, молодой варяг, христианин (тенор)
- Ингерд (тенор)
- Друлав  (бас)
- Старик, странник  (бас)
- Верховный жрец Перуна (бас)
- Княжной Дурак, весёлый скоморох (тенор)

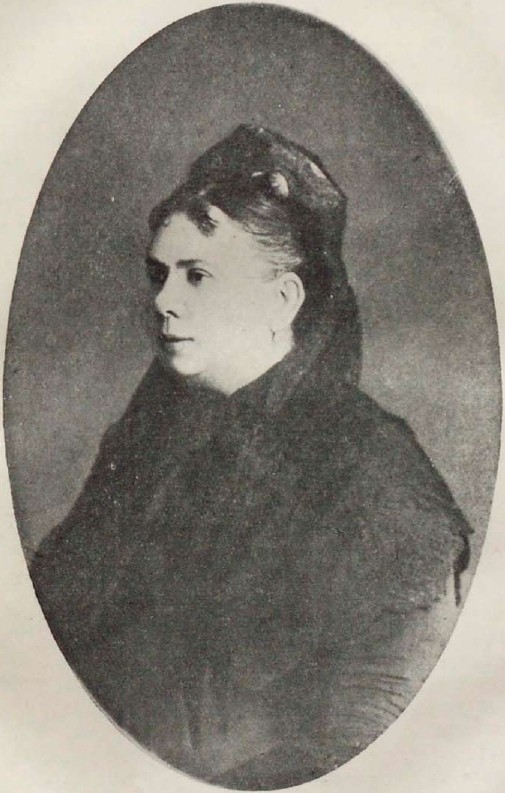
Дарья Леонова

- Скульда, варяжская колдунья  (меццо-сопрано)
- Мальфрода, одна из рабынь Рогнеды (сопрано)
- Мамушка Изяслава (сопрано)
- Сенная девушка
- Ловчий  (баритон)
- Богатыри, дружинники, градские старцы, стольники, чашники, ловчие, сокольничьи, псари, охотники конные и пешие, жрецы Перуна и жертвозаклатели, странники-богомольцы, женщины на пиру, рабыни Рогнеды, скоморохи, плясуны и плясуньи, воины, народ.

## Содержание оперы
Место действия: Киев и его окрестности.

Время действия: конец X века.
Примечание: акты 1 и 5 могут включать более одного комплекта сценических декораций.

### Первое действие
Первая картина. В мрачную пещеру на берегу Днепра к колдунье Скульде пришёл верховный жрец Перуна. Он встревожен. Всё шире распространяется в народе христианство, а киевский стольный князь Владимир Красное Солнышко не заботится о том, чтобы охранить старую языческую веру. Надо убить князя. Орудием осуществления своего замысла жрец избрал Рогнеду, одну из жён Владимира. Скульда должна склонить княгиню к убийству. Входит закутанная в плащ Рогнеда. Она жаждет отомстить Владимиру. Он, покорив Полоцкую землю, убил отца Рогнеды, князя Рогволода, забыл жену ради воинских утех и развлечений. Колдунья бросает в жертвенник травы. Вспыхивает яркое пламя. Его отблески освещают нож в руках Скульды. Этим ножом Рогнеда свершит свою месть.
Вторая картина. На берегу Днепра, перед холмом, на котором высится идол Перуна, собралась большая толпа. Жрецы готовятся к встрече возвращающегося из похода князя. В честь его победы над врагом они решили принести Перуну в жертву двух отроков. Над одним из них уже занесен нож, когда из толпы вырывается юноша-христианин Руальд и останавливает руку жреца. Возмущённые дерзким поступком христианина, жрецы набрасываются на юношу и готовы растерзать его. Неожиданно издали слышны звуки труб. На реке появляются корабли. Это плывет князь с дружиной. Воспользовавшись тем, что все устремились к реке, верховный жрец отпускает Руальда на волю — смелый юноша ещё будет ему полезен. Руальд ненавидит князя Владимира, похитившего его невесту Олаву, и мечтает отомстить своему обидчику. С кораблей сходят на берег князь Владимир Красное Солнышко и его дружина. Ликующий народ приветствует победителей.

### Второе действие

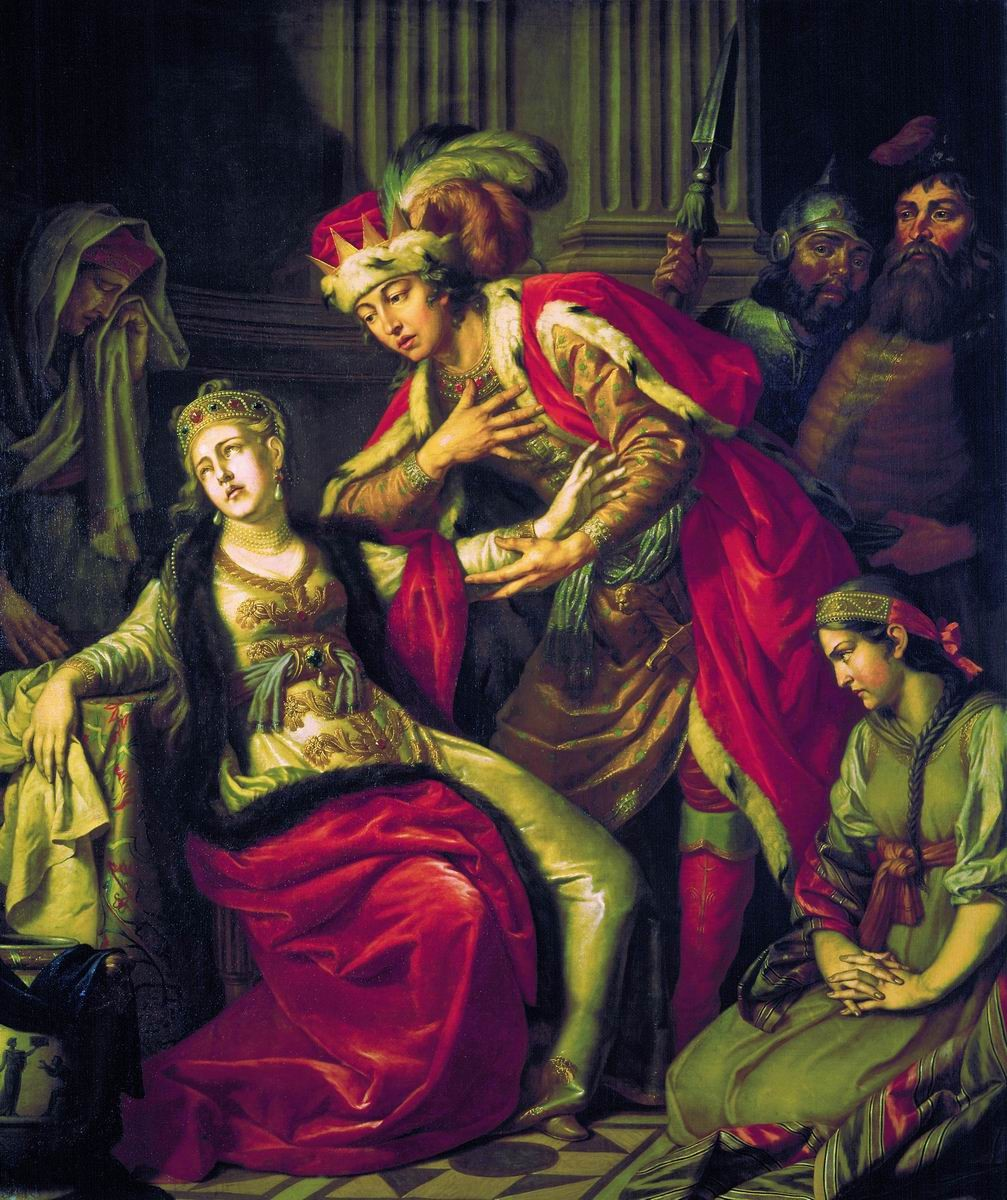
Владимир и Рогнеда. Антон Лосенко, 1770.

В светлой гриднице, за широким столом пирует Владимир с дружиной и богатырями. Девушки и скоморохи потешают князя песнями, плясками, шут-Дурак рассказывает занятную сказку. Веселье прерывает ловчий. Он сообщает князю новость: Руальд с друзьями напал на княжий терем и пытался похитить Олаву. Стража отбила нападение, но Руальду удалось бежать. Князь велит изловить и казнить Руальда. За отважного юношу вступается Добрыня Никитич: Руальд не виноват, он защищал свою невесту. Богатырь просит простить смельчака и отпустить Олаву к жениху. Разгневанный Владимир и слушать не хочет справедливых слов Добрыни. Разгорячившись, он грозит прогнать богатыря прочь. Веселой шуткой Дурак смягчает гнев князя, и Владимир, сменив гнев на милость, приказывает песельникам петь, а плясунам — плясать.

### Третье действие
В дремучем лесу, близ Киева, Руальд встречается со странниками, возвращающимися с богомолья. Поведав старику-страннику свое горе, юноша говорит о желании отомстить обидчику Владимиру. Старец призывает Руальда не злом, а добром отплатить князю. Вскоре юноше предоставляется случай осуществить завет своего наставника. Во время княжьей охоты на Владимира напал медведь. Руальд бесстрашно бросается на помощь князю, спасает его от смерти и сам погибает в неравной борьбе. Князь потрясён самоотверженностью и благородством своего врага. В глубоком раздумье внимает он проникновенным словам старика-странника. Старец предсказывает Владимиру, что нынешней ночью он чудом спасётся от гибели, и призывает его просветить народ новой верой. Вечереет, для возвращения в Киев — поздняя пора. Владимир отправляется ночевать в расположенный наподалёку терем Рогнеды.

### Четвёртое действие
Печальна и задумчива Рогнеда. Ни весёлые песни девушек, ни ласки сына Изяслава не могут разогнать её мрачных мыслей о загубленной молодости, о безотрадной жизни с мужем. Княгиня оживляется лишь тогда, когда узнаёт о прибытии князя в её терем. Наконец-то она свершит задуманное. Владимир, отослав свиту, удаляется в опочивальню. Бесшумно подкрадывается к его ложу Рогнеда, в руке у неё острый нож. Неожиданно Владимир просыпается, разбуженный вещим видением. Перед ним, предупреждая об опасности, возникли во сне Руальд и старик-странник. Князь обезоруживает Рогнеду. Завтра она будет казнена.

### Пятое действие
Первая картина. На Днепре бушует непогода. Бурной ночью пришёл к Скульде верховный жрец. Он в смятении — что ожидает языческих жрецов? Скульда колдует. Стены пещеры раздвигаются. Окутанный туманной дымкой, предстает берег Днепра, заполненный народом. По знаку князя Владимира толпа низвергает идола Перуна в реку, и он тонет.
Вторая картина. Изяслав решил вымолить у отца прощение для матери или умереть вместе с ней. Своим телом мальчик защищает мать от пришедшего её убить Владимира. Князь отдаёт Рогнеду на суд народный.
Третья картина. Княжий двор заполнен народом. Киевляне требуют смерти Рогнеды, покусившейся на жизнь стольного князя. Изяслав бросается к ногам Владимира и просит его помиловать мать. Растроганный мольбами ребёнка, Владимир прощает жену. Народ славит великодушие князя.

## Ключевые фрагменты
- «Варяжская баллада» (4 действие) — послужила основой для «Песни Варяжского гостя» («О скалы грозныя…») из оперы Садко.

## Реакция критики
Несмотря на огромный успех у публики и официальное признание оперы императором Александром II (после премьеры царь назначил Серову 1000 рублей годового жалованья), она неоднократно подвергалась критике со стороны влиятельных представителей музыкальной и литературной общественности.
- В 1866 году В. В. Стасов опубликовал «Письмо к псевдониму: ***», в котором выразил своё резко негативное отношение: 
«… публика влюблена теперь в Рогнеду, как бывала влюблена то в Фенеллу, то в Деву Дуная, то в Монте-Кристо, то в верченье столов, то в стуколку, то во многое тому подобное. Но публика как женщина: чем недостойнее предмет её обожания, тем крепче к нему привязывается, а если он уже совершенно ничтожен или пошл, тогда возгорается у ней такая страсть, которая надолго вытесняет всё остальное. К чему тогда разборы, доводы, доказательства? Разве их послушают? Всё тогда летит мимо ушей, без следа, без действия. Да и к чему мешать другим быть довольными, счастливыми на свой лад? Пусть навёртываются благодарные слезы, пусть тысячи сердец умиляются и получают добрые нравы (сказал же один фельетонист нынче, что прямое призвание театра облагороживать, просветлять, действовать на нравы и что Рогнеда выполняет такие задачи в превосходстве). Пускай! Я не дотронусь до всего этого»[1].
- В 1867 году писатель Н. Н. Лесков в очерке «Русский драматический театр в Петербурге» указывал, что помпезность постановки Рогнеды, в которой задействованы даже лошади, оправдана масштабностью сюжета[2].
- Композитор Мусоргский укорял Серова в том, что «у Владимира на пиру» композитор «пустил современную кабацкую песню»[3].

## Сатирические пародии

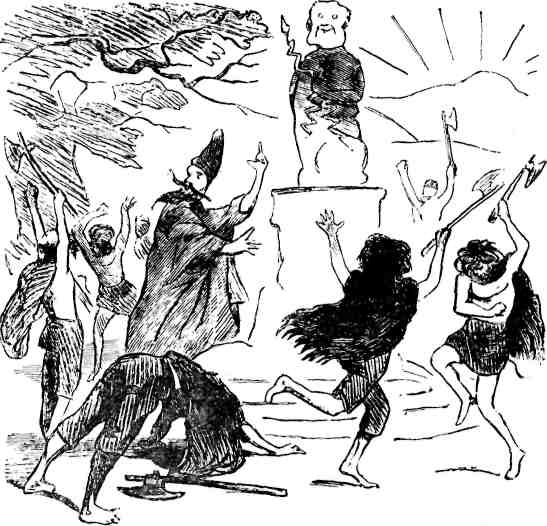
А. И. Лебедев. Жертвоприношение Перуну. Карикатура к пародии на оперу Рогнеда, 1865 год.

- 1865 год — литературная пародия «Рогнеда. Музыкально-драматическая правда в пяти действиях» в сатирическом журнале «Искра», иллюстрации карикатуриста А. И. Лебедева[4].
- 1867 год — опера-фарс А. Бородина и В. Крылова «Богатыри».

## Публикации
- «Фортепианный клавир с вокальной партитурой», Стелловский, Санкт-Петербург, 1866 г.

## Запись
- Софья Киселёва, Даниил Демьянов, Нина Кулагина, А.Ткаченко, В.Тютюнник, А.Королёв, П.Понтрягин, хор и оркестр Всесоюзного радио, дирижёр Александр Орлов, 1945 год. Фрагменты оперы «Рогнеда»[5].